# S.Yairi
S.yairi（中国語: 雅依利）は、1982年に倒産した矢入楽器製造の経営陣であった矢入寛が中華人民共和国にて創業した大連龍音楽器有限公司が製造するアコースティックギターブランド。

## 遍歴

### 矢入楽器製造時代(1938年～1982年)
矢入楽器製造は矢入貞夫により1938年（昭和13年）に名古屋市で創業され、3年後となる1938年にギターの製造を開始した。
マーティンを手本とし、谷村新司、井上陽水など著名なミュージシャンにも愛用された。
1965年には貞夫の息子である矢入寛がアメリカ合州国への3年間のギター留学を経て製造及び研究部門に加入することとなった。1970年からはモーリス楽器製造やアイルランドのローデンなど同業他社のOEM製造も手掛けた。しかし、フォークソングブームに陰りが見えアコースティックギターの売り上げが落ち込むこととなり、1982年（昭和57年）に倒産した。

### 2000年以降 大連龍音楽器有限公司
矢入楽器製造倒産後、息子である矢入寛は2000年に大連にて大連龍陰木製品有限公司を、さらに2003年3月26日に大連龍楽器有限公司を設立し、ギターの製造技術を現地の職人へ教え始めた。
その2年後となる2005年7月6日、廉価モデルは中国に、高額なモデルは日本に製造を委託して、S.Yairiブランドのギターが復活することとなり、同年10月より中国国内の楽器展覧会に出展すると、そのブランドが中国でも認知されるようになった。
S.Yairiブランドのギターはキョーリツコーポレーションが代理店として、日本での販売を行っていたが、2009年に大連龍楽器有限公司が直接、中華人民共和国国内における販売を開始した。

## 時系列
- 1935年（昭和10年） - 矢入貞夫が名古屋市に矢入楽器製造を設立。
- 1938年（昭和13年） - ギターの製造を開始[1]。
- 1965年（昭和40年） - 矢入貞夫の息子である矢入寛が経営に参画。
- 1982年（昭和57年） - 倒産。
- 2000年（平成12年） - キョーリツコーポレーションのブランドとしてS.Yairi復活。
- 2003年（平成15年） - 大連龍音楽器有限公司のブランドとしてS.Yairi復活。
- 2009年（平成21年） - 中華人民共和国での販売を開始。
- 2016年（平成28年） - 矢入楽器製造の登記記録閉鎖[5]

## K.Yairiブランド及びヤイリギターとS.Yairi
K.Yairiブランドを展開するヤイリギターは、その成立からS.Yairiブランドとは全く別のものである。
当初のブランド所有者である矢入楽器製造の創業者-矢入貞夫はヤイリギターの創業者-矢入儀市と親族の関係であったが、創業時から全く別の事業体である。
ヤイリギターは「矢入楽器製造とは無関係であり、当時の代表の間でもお互いに干渉しないという約束が交わされている」としている。
また、キョーリツコーポレーションのブランドである現S.Yairiもヤイリギターとの関係は一切ない。